# Aphis artemisiphaga
Aphis artemisiphaga är en insektsart. Aphis artemisiphaga ingår i släktet Aphis och familjen långrörsbladlöss. Inga underarter finns listade i Catalogue of Life.